# Dumitru Răducanu
Dumitru Răducanu (n. 19 iulie 1967, București, România) este un canotor român, laureat cu aur la Barcelona 1992. Dupa retragerea din activitatea competițională a devenit antrenor. A primit titlul de Maestru Emerit al Sportului.